# Guy Carbonneau
Guy Carbonneau (Kanada, Québec, Sept-Îles, 1960, március 18. –) profi jégkorongozó, edző, GM.

## Karrier
A Montréal Canadiens választotta ki őt az 1979-es NHL-drafton a harmadik kör 44. helyén de még egy szezont a QMJHL-ben szereplő Chicoutimi Saguenéensben kellett töltenie. Az AHL-ben is eltöltött két szezont míg végleg bekerült a Canadiens keretébe. 1986-ban Stanley-t nyert a Montreallal. Három Frank J. Selke-trófeát nyert, mint a liga legjobb védekező csatára. 1990 és 1994 között kinevezték csapatkapitánnyá. 1993-ban újabb Stanley-kupa győzelemre vezette a csapatot. 1994. augusztus 19-én elkerült a St. Louis Blueshoz Jim Montgomeryért cserébe. A Bluesban csupán egy szezont játszott majd elkerült a Dallas Starshoz Paul Brotenért. A Starsban öt idényt játszott és 1999-ben megnyerte a harmadik Stanley-kupáját is. 2000-ben vonult vissza (egy vesztes kupa döntő után).

## Edzői karrier
2000 és 2002 között Michel Therrien másodedzője volt a Canadiens kispadján. A Dallasnál asszisztens GM volt. 2006-ban a Canadiens edzője lett de 2009. március 9-én kirugták 16 mérkőzéssel a rájátszás kezdete előtt.

## Díjai
- QMJHL Második All-Star Csapat: 1980
- Frank J. Selke-trófea: 1988, 1989, 1992
- 2005-ben a Guy Carbonneau-trófeát róla nevezték el a QMJHL-ben és az a játékos kapja, aki a legjobb védekező csatár.

## Karrier statisztika

### Mint játékos
| 1976–1977   | Chicoutimi Saguenéens | QMJHL | 59   | 9   | 20  | 29  | 8   | 4   | 1  | 0  | 1  | 0   |
| 1977–1978   | Chicoutimi Saguenéens | QMJHL | 70   | 28  | 55  | 83  | 60  | --  | -- | -- | -- | --  |
| 1978–1979   | Chicoutimi Saguenéens | QMJHL | 72   | 62  | 79  | 141 | 47  | 4   | 2  | 1  | 3  | 4   |
| 1979–1980   | Chicoutimi Saguenéens | QMJHL | 72   | 72  | 110 | 182 | 6   | 12  | 9  | 15 | 24 | 28  |
| 1979–1980   | Nova Scotia Voyageurs | AHL   | --   | --  | --  | --  | --  | 2   | 1  | 1  | 2  | 2   |
| 1980–1981   | Montréal Canadiens    | NHL   | 2    | 0   | 1   | 1   | 0   | --  | -- | -- | -- | --  |
| 1980–1981   | Nova Scotia Voyageurs | AHL   | 78   | 35  | 53  | 88  | 87  | 6   | 1  | 3  | 4  | 9   |
| 1981–1982   | Nova Scotia Voyageurs | AHL   | 77   | 27  | 67  | 94  | 124 | 9   | 2  | 7  | 9  | 8   |
| 1982–1983   | Montréal Canadiens    | NHL   | 77   | 18  | 29  | 47  | 68  | 3   | 0  | 0  | 0  | 2   |
| 1983–1984   | Montréal Canadiens    | NHL   | 78   | 24  | 30  | 54  | 75  | 15  | 4  | 3  | 7  | 12  |
| 1984–1985   | Montéal Canadiens     | NHL   | 79   | 23  | 34  | 57  | 43  | 12  | 4  | 3  | 7  | 8   |
| 1985–1986   | Montréal Canadiens    | NHL   | 80   | 20  | 36  | 56  | 57  | 20  | 7  | 5  | 12 | 35  |
| 1986–1987   | Montréal Canadiens    | NHL   | 79   | 18  | 27  | 45  | 68  | 17  | 3  | 8  | 11 | 20  |
| 1987–1988   | Montréal Canadiens    | NHL   | 80   | 17  | 21  | 38  | 61  | 11  | 0  | 4  | 4  | 2   |
| 1988–1989   | Montréal Canadiens    | NHL   | 79   | 26  | 30  | 56  | 44  | 21  | 4  | 5  | 9  | 10  |
| 1989–1990   | Montréal Canadiens    | NHL   | 68   | 19  | 36  | 55  | 37  | 11  | 2  | 3  | 5  | 6   |
| 1990–1991   | Montréal Canadiens    | NHL   | 78   | 20  | 24  | 44  | 63  | 13  | 1  | 5  | 6  | 10  |
| 1991–1992   | Montréal Canadiens    | NHL   | 72   | 18  | 21  | 39  | 39  | 11  | 1  | 1  | 2  | 6   |
| 1992–1993   | Montreal Canadiens    | NHL   | 61   | 4   | 13  | 17  | 20  | 20  | 3  | 3  | 6  | 10  |
| 1993–1994   | Montréal Canadiens    | NHL   | 79   | 14  | 24  | 38  | 48  | 7   | 1  | 3  | 4  | 4   |
| 1994–1995   | St. Louis Blues       | NHL   | 42   | 5   | 11  | 16  | 16  | 7   | 1  | 2  | 3  | 6   |
| 1995–1996   | Dallas Stars          | NHL   | 71   | 8   | 15  | 23  | 38  | --  | -- | -- | -- | --  |
| 1996–1997   | Dallas Stars          | NHL   | 73   | 5   | 16  | 21  | 36  | 7   | 0  | 1  | 1  | 6   |
| 1997–1998   | Dallas Stars          | NHL   | 77   | 7   | 17  | 24  | 40  | 16  | 3  | 1  | 4  | 6   |
| 1998–1999   | Dallas Stars          | NHL   | 74   | 4   | 12  | 16  | 31  | 17  | 2  | 4  | 6  | 6   |
| 1999–2000   | Dallas Stars          | NHL   | 69   | 10  | 6   | 16  | 36  | 23  | 2  | 4  | 6  | 12  |
| Összesített |                       | QMJHL | 273  | 171 | 264 | 435 | 181 | 20  | 12 | 16 | 28 | 32  |
| Összesített |                       | AHL   | 155  | 62  | 120 | 182 | 211 | 17  | 4  | 11 | 15 | 19  |
| Összesített |                       | NHL   | 1318 | 260 | 403 | 663 | 820 | 231 | 38 | 55 | 93 | 161 |